# بات هاردر
بات هاردر (بالإنجليزية: Pat Harder)‏ هو لاعب كرة قدم أمريكية أمريكي، ولد في 6 مايو 1922 في ميلواكي في الولايات المتحدة، وتوفي في 6 سبتمبر 1992 في وكيشا في الولايات المتحدة.

## وصلات خارجية
- بات هاردر على موقع مرجع كرة القدم المحترفة.كوم (الإنجليزية)